# لانیژ
لانیژ (به کره‌ای: 라네즈) یک برند لوازم آرایشی کره جنوبی است که در سال ۱۹۹۴ توسط شرکت آمورپسیفیک راه‌اندازی شد. نام این برند از واژه فرانسوی "la neige" گرفته شده که به معنای "برف" است. محصولات شاخص این برند شامل مجموعه مراقبت از پوست Water Bank، ماسک شب Water Sleeping Mask، کرم پودر کوسنی BB Cushion و رژلب‌های دو رنگ است.
مفهوم اصلی برند لانیژ بر پایه فناوری «علم پیشرفته آب» استوار است که تمرکز آن بر آبرسانی به پوست می‌باشد. شرکت مادر این برند، لانیژ را به عنوان یکی از نخستین برندهایی معرفی کرده که در خارج از کره راه‌اندازی شده و به محبوبیت رسیده است.

## تاریخچه
لانیژ در سپتامبر ۱۹۹۴ با مجموعه‌ای از محصولات مراقبت از پوست به نام UV Green معرفی شد. در قالب کمپینی با عنوان «لانیژ از زنان محافظت می‌کند» که بر ویژگی‌های «ایمنی پوست» این مجموعه تأکید داشت، لانیژ بازیگر لی یو-ری و استعداد کیم شی-وون را به عنوان نمایندگان برند انتخاب کرد. با وجود موفقیت، لانیژ متوجه شد که برخلاف تصویر برند، مصرف‌کنندگان آن را کمی بالغ و بزرگسالانه تلقی می‌کنند.
در ژوئیه ۱۹۹۵، بازیگر کیم جی-هو سومین چهره تبلیغاتی لانیژ شد. این برند تا سال ۱۹۹۶ به نقطه عطف فروش ۱۰۰ میلیارد وون کره جنوبی دست یافت. از دیگر کمپین‌های این برند می‌توان به «زنانی که مثل یک فیلم زندگی می‌کنند» اشاره کرد، با مدل‌هایی چون شین جو-ری، لی هه-سانگ و چه ریم که در دوران بحران مالی آسیا در سال ۱۹۹۷ از چهره‌های برجسته بودند.

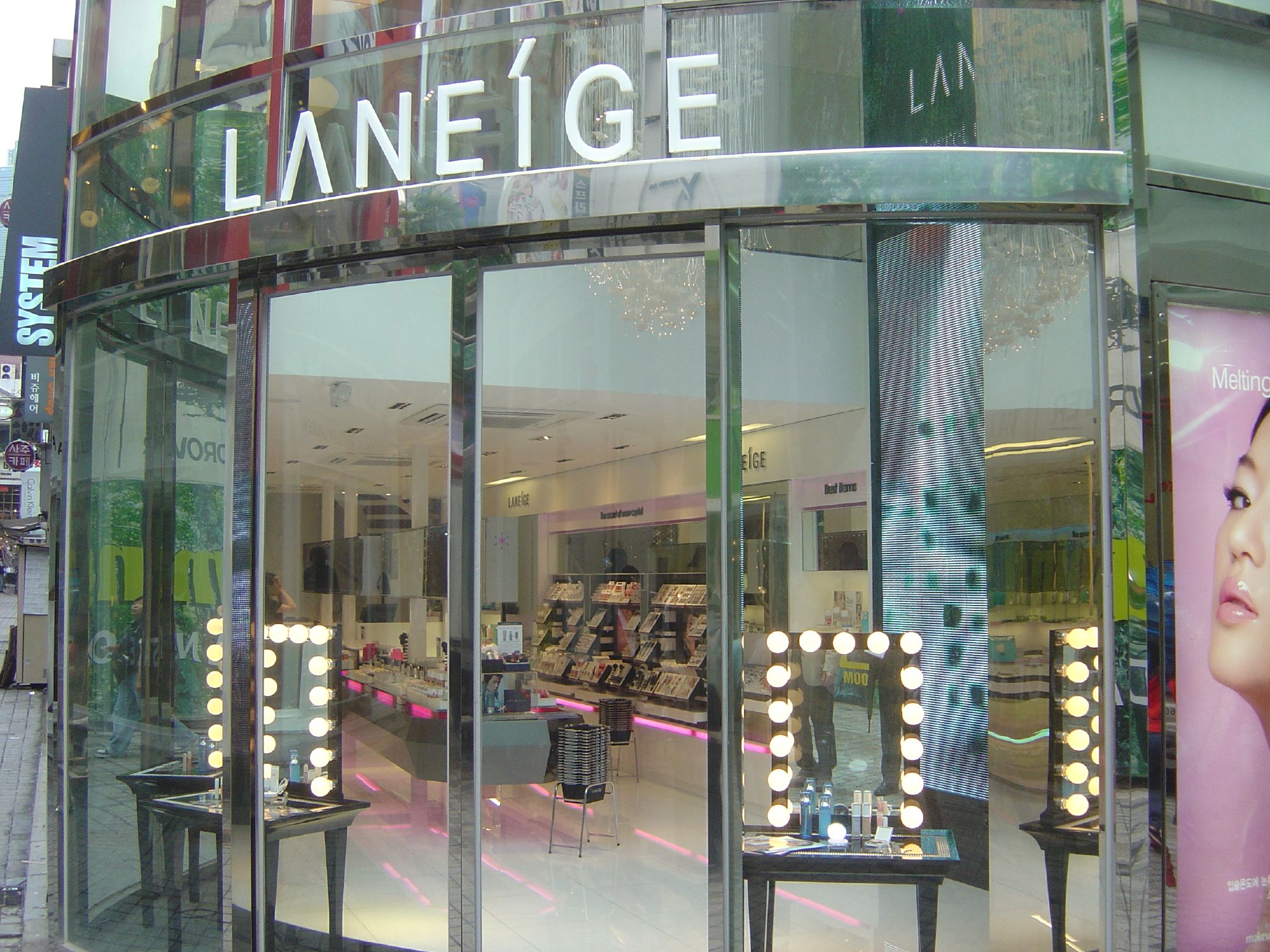
ویترین فروشگاه لانیژ در سئول، کره جنوبی در ژوئن ۲۰۰۷.

یک کمپین در اواسط سال ۱۹۹۹ با شعار «هر روز چهره‌ای نو» و با همراهی بازیگر لی نا-یونگ، موجب افزایش دوباره فروش لانیژ شد؛ تا سال ۲۰۰۲، این برند در صدر شاخص قدرت برند AC نیلسن قرار گرفت.
در سال ۲۰۰۲، لانیژ با افتتاح نخستین فروشگاه‌های بین‌المللی خود در هنگ‌کنگ و شانگهای، وارد بازار گسترده‌تر آسیا شد. پس از راه‌اندازی بیش از ۲۰۰ فروشگاه در هشت کشور آسیایی، لانیژ وارد اروپا شد و نخستین فروشگاه خود را در مسکو، روسیه افتتاح کرد.
سپس این برند در سال ۲۰۰۷ نخستین خط تولید لوازم آرایشی خود را راه‌اندازی کرد و در همان سال با معرفی Laneige Homme شروع به هدف‌گذاری بر روی مصرف‌کنندگان مرد نمود.
در سپتامبر ۲۰۱۷، لانیژ با خرده‌فروشی لوازم آرایشی سفورا همکاری کرد تا برند خود را در ایالات متحده بازراه‌اندازی کند، که با عرضه انحصاری ماسک لب شبانه آغاز شد. این برند پیش‌تر در بازه زمانی ۲۰۱۴ تا ۲۰۱۵ در فروشگاه آمریکایی تارگت عرضه می‌شد و از سپتامبر ۲۰۱۵ نیز محصولات آن در شعبه کانادای سفورا موجود بوده‌اند.
لانیژ تمرکز خود را به «پرتفوی مراقبت از پوست آبرسان» معطوف کرد و در اوایل سال ۲۰۱۹، نخستین بازطراحی برند خود در طی پنج سال را انجام داد؛ این بازطراحی شامل معرفی لوگوی جدید و مفهوم «زیبایی درخشان» بود. شعب اروپایی سفورا از آوریل ۲۰۱۹ عرضه محصولات این برند را آغاز کردند.

## محصولات
محصولات شاخص برند لانیژ شامل سرم هیالورونیک آبی واتر بانک، کرم اسکین، ماسک خواب آبی، نئو کوشن و رژ لب لایه‌ای هستند.
- سرم واتر بانک هیالورونیک آبی یک سرم آبرسان فوری با فرمول نرم و ذوب‌شونده است که بلافاصله رطوبت را به پوست می‌رساند و استحکام آن را افزایش می‌دهد تا ظاهری شاداب ایجاد کند.[۱۴]
- کرم اسکین رِفاینر محصولی است که با ذوب کردن کرم در یک فرمولاسیون مایع، قدرت آبرسانی پوست را تقویت می‌کند.[۱۵]
- ماسک خواب آبی EX یک ماسک آبرسان شبانه است که از فناوری تصفیهSleep-tox™ بهره می‌برد.[۱۶]
- نئو کوشن یک بی‌بی کوشن با پوشش کامل است که تنها با یک لمس، ظاهری بی‌نقص را تا ۲۴ ساعت فراهم می‌کند.
- رژ لب لایه‌ای رژ لبی است که با داشتن ۶ رنگ در یک محصول، افکت گرادیانی حجمی برای لب‌ها ایجاد می‌کند.[۱۷]

## سخنگویان و مدل‌ها
- کیم سوک جین (۲۰۲۴-اکنون)[۱۸]
- سیدنی سوینی (۲۰۲۴–اکنون)[۱۹][۲۰]
- کیم یو جونگ (۲۰۱۷–اکنون)[۲۱]
- لی سونگ کیونگ (۲۰۱۵–اکنون)
- سونگ هه کیو (۲۰۰۸–۲۰۱۸)[۲۲]
- جون جی هیون (۲۰۰۴–۲۰۰۸)
- لی نا یونگ (۱۹۹۹–۲۰۰۴)
- سین جوری (۱۹۹۷–۱۹۹۹)
- کیم جی هو (۱۹۹۵–۱۹۹۷)